# كرسي هاركونين

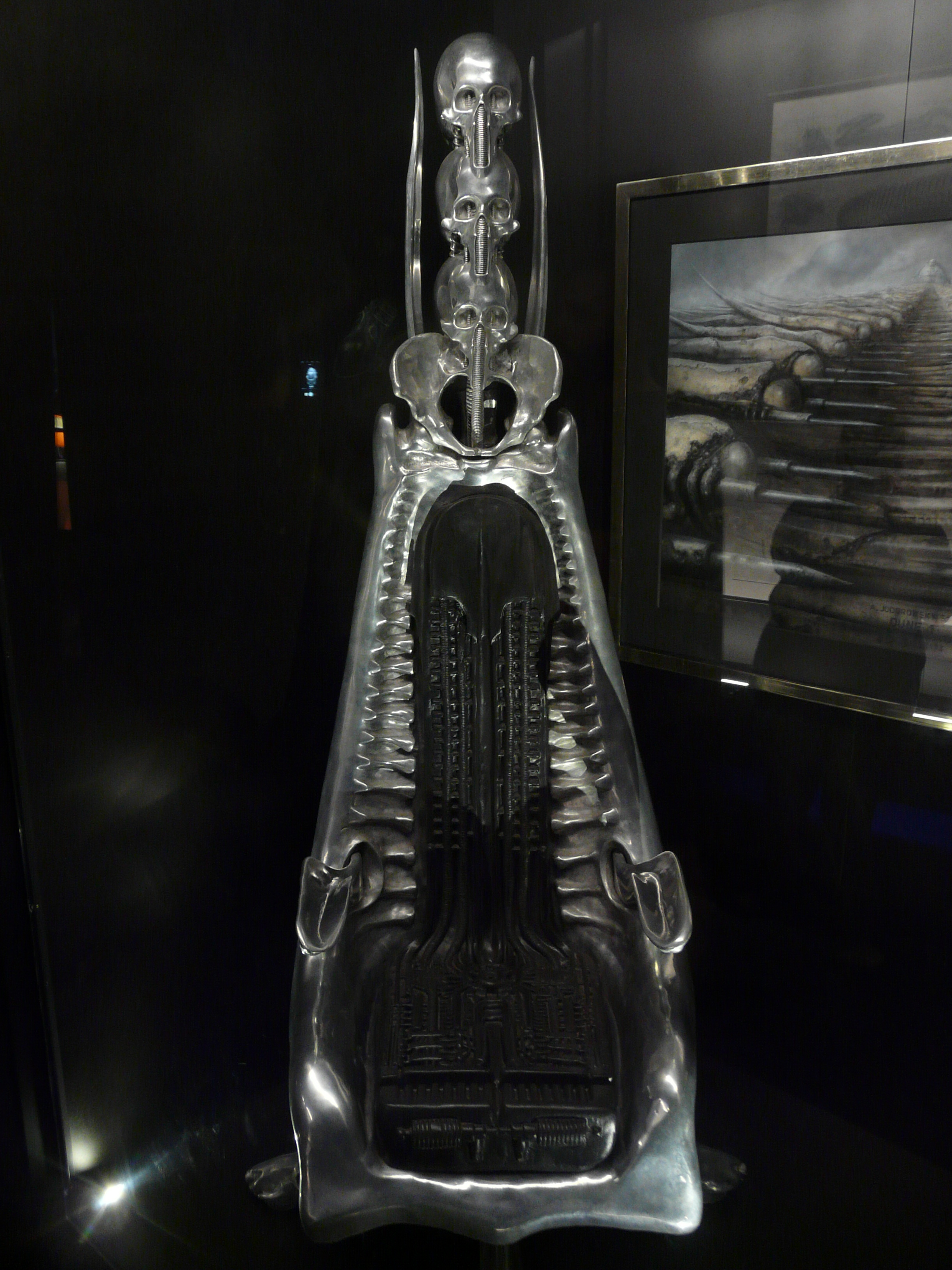
كرسي "كابو" من تصميم هاركونين معروض في معرض " إلى المجهول " بمركز باربيكان

كراسي هاركونين Harkonnen Chairs عبارة عن سلسلة من تصميمات الأثاث للمصمم هانز رودولف جايجر.
صنعت يدويًا بشكل أساسي من الألومنيوم أو الألياف الزجاجية السوداء وهي تشبه الهيكل العظمي البشري.  صُممت الكراسي في البداية لنسخة فيلم غير منتجة من رواية الخيال العلمي كثيب (Dune) الشهيرة التي كتبها الروائي الأمريكي فرانك هربرت عام 1965 والتي كان من المقرر أن يخرجها أليخاندرو جودوروفسكي في السبعينيات. 
وتسمية هاروكونين تعود إلى شخصية البارون هاركونين وهو الشرير في رواية هربرت.
تتكون السلسلة من كرسي عادي وكرسي "كابو" أكثر تفصيلاً كان من المفترض استخدامه ككرسي رئيسي للبارون هاركونين.
الميزة الأكثر بروزًا لكرسي الكابو هي التاج المكون من ثلاث جماجم بدون أنف، مرصوصة فوق بعضها البعض في عمود فوق ظهر الكرسي. هذه الميزة هي ما يميز كرسي كابو عن كراسي هاركونين العادية، والتي تفتقر إلى التاج ثلاثي الجماجم بالإضافة إلى مساند الأذرع.

باع جايجر نسخًا طبق الأصل بمبلغ يتراوح بين 30 ألف دولار (الألياف الزجاجية) و50 ألف دولار (الألومنيوم). 

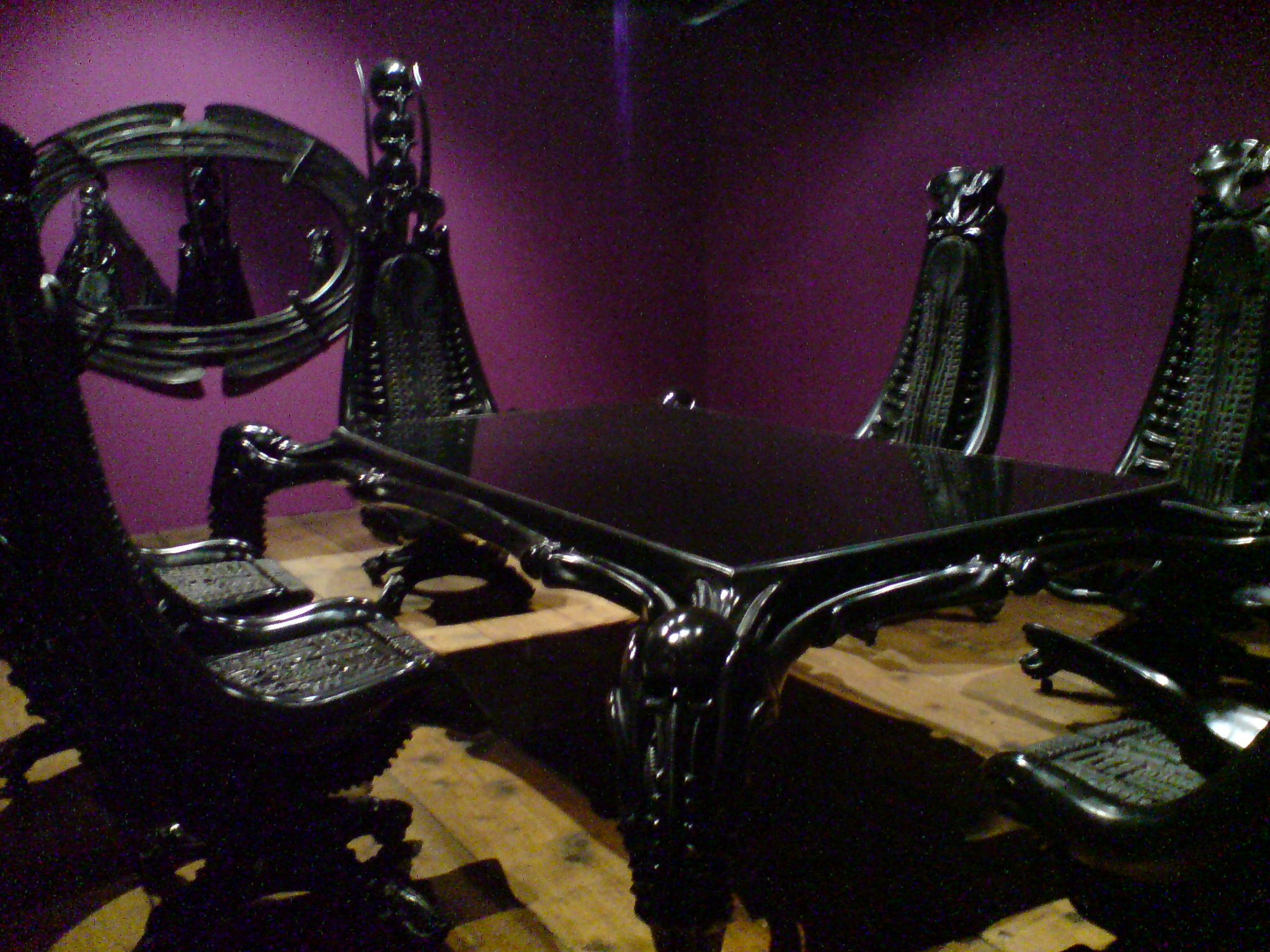
مجموعة كاملة من الكراسي ذات الإصدار العادي والإصدار "كابو"
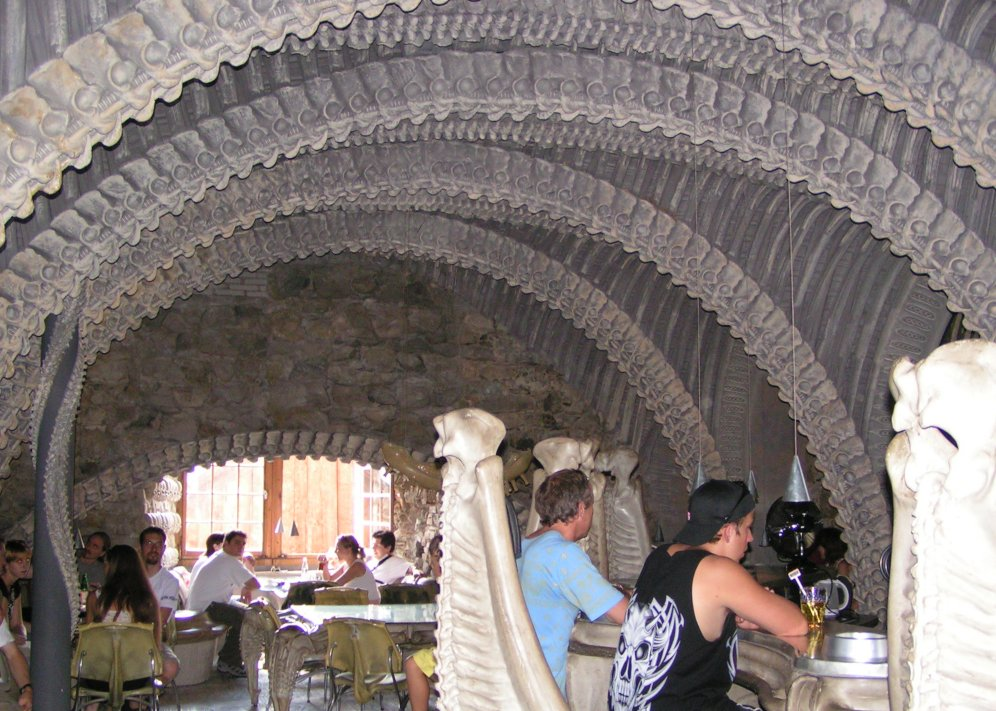
يتم استخدام كراسي هاركونين في بار جيجرفي جرويير.

## روابط خارجية
- الموقع الرسمي